# Saeed Baghbani
Né le 28 mars 1983, Saeed Baghbani est un karatéka canadien connu pour avoir remporté la médaille d'or en kumite individuel masculin moins de 70 kilos aux Jeux Panaméricains 2007 à Rio de Janeiro, au Brésil.

## Résultats
| Résultat           | Date            | Épreuve                   | Catégorie | Compétition                | Ville hôte                                |
| ------------------ | --------------- | ------------------------- | --------- | -------------------------- | ----------------------------------------- |
| Médaille de bronze | Novembre 2008   | Kumite individuel -70 kg  | Seniors   | Championnat du monde 2008  | Tokyo, au Japon                           |
| Médaille d'argent  | 2003            | ?                         | Seniors   | Jeux panaméricains 2003    | Saint-Domingue, en République dominicaine |
| 5e place           | 2004            | ?                         | Seniors   | Championnats du monde 2004 | Monterrey, au Mexique                     |
| 5e place           | Octobre 2006    | Kumite individuel - 70 kg | Seniors   | Championnats du monde 2006 | Tampere, en Finlande                      |
| médaille d'or      | 27 juillet 2007 | Kumite individuel - 70 kg | Seniors   | Jeux panaméricains 2007    | Rio de Janeiro, au Brésil                 |